# Ichthyolestes
Ichthyolestes ("kẻ trộm cá") là một chi cá voi tuyệt chủng thuộc họ Pakicetidae đặc hữu của miền bắc Pakistan, sống trong thời kỳ tầng Lutetia (48,6-40,4 Ma).